# レイルウェイ 運命の旅路
『レイルウェイ 運命の旅路』（原題：The Railway Man）は、2013年制作のオーストラリア・イギリスの映画。
エリック・ローマクスの自叙伝『泰緬鉄道 癒される時を求めて』（The Railway Man）の映画化。第二次世界大戦中、タイとビルマ間を往来する泰緬鉄道の建設に捕虜として従事させられたイギリス人将校と当時施設にいた日本人通訳・永瀬隆の姿を描く「事実に基づく映画」とされるが、イギリスに帰国して年老いたローマクスが自分を拷問した憲兵隊の英語通訳だった日本人に復讐するために会いに行くエピソードは原作には無いフィクションである。

## あらすじ
1980年、イギリスの退役軍人クラブで時刻表好きのエリック・ローマクスが皆に列車に乗った話をする。エリックは列車でたまたま旅行中のパトリシアに出会う。旅の知識に詳しいエリックは映画『逢びき』などの話でも盛り上がり、別れてから恋に気づき彼女を追いかける。食事を作るが鍋が焦げると心配なパトリックに米飯をメインとして出す。結婚後、エリックは「服を着ろ、ローマクス」という日本軍人の幻影に悩まされる。夫の混乱した行動を理解できないパトリシアは「君に関係のないことは干渉するな」といわれ、家で残忍な絵が描いてある本や軍服を見つける。債権回収に来た男を斬りつけようとする。軍友だったフィンレイは「戦争は痕跡を残す」というが、看護婦だったパトリシアは「あなた方の“沈黙の掟”など認めない」という。フィンレイは「彼の全人生は“鉄道”だ」といい、第二次世界大戦の話をする。
シンガポール、1942年2月15日、エリックたちはパーシバル将軍が降伏・陥落を教えられる。日本軍の捕虜で技術兵となり、残忍な扱いを受け、クワイ河の近くまで工事が進む。タイとビルマを結ぶ泰緬鉄道の建設を英国軍が中断していた理由をエリックは重労働だからで、アメリカの鉄道は中国人に、イギリスの鉄道は飢餓に苦しむアイルランド人が造った、極悪非道の労働をするのは奴隷の軍隊しかないとも説明する。抵抗のために保存していた真空管を頼りにラジオを作り、スターリングラード攻防など戦況が逆転したことを知る。ラジオが発見され、仲間が痛めつけられた時にエリックが名乗り出る。フィンレイも「あんな勇気を見たことがない」と感嘆し、「狂気だ」という。1週間後に憲兵がやってきて「死刑」を告げられ、その後2週間エリックは行方知れず。フィンレイは「あまりにも屈辱的なことは愛する人には語れない」というとパトリシアは「やってみるわ」と答える。フィンレイは帰国後に皆から「アンクル」と慕われているが、誰も直すことはできないという。永瀬の記事の載った新聞を見せてパトリシアの了解を取る。こうしてエリックは当時の現場にいた日本人通訳・永瀬が、今も生きていることを知る。永瀬は戦後もタイの「拷問の場」カンブリに留まっていたのだ。 
エリックは辛い記憶を呼び覚まされ、思い悩むが、永瀬と直接向き合うことを決意する。エリックは長年「赦しを乞わせ、悲鳴を上げさせる、舌骨を折り眼球に箸を刺す」ことを夢見ていたが、二人とももう兵士ではないから時を逸したという。1年前だったら報復しただろう、今は結婚しているという。フィンレイは「代わりに彼女を苦しめている」といい、降伏した時に日本兵が「生き恥をさらさず死を選ぶ」といったのに我々は「生きて復讐を果たす」と誓ったが、それ以来、「我々は生きてはいない、幽霊の軍隊だ」と述懐。駅まで送っていったフィンレイはエリックに大事なことを伝えるためといって縊死する。エリックはパトリシアに「余計なことをした」と冷たい。墓の前で仲間たちが軍隊式の番号を唱える。
約50年の時を経て永瀬と対面するため、エリックは単身タイへと向かう。寺院で巡礼のため日本から来てガイドをしているという永瀬を見つける。憲兵隊戦争博物館に皆を案内するが、夕方にエリックが入ると永瀬が「閉館です」と出てくる。エリックは二人称ではなく、一人称で「私が〜した」と答えろという。
鉄道愛好家だから地図を描いたのにスパイ行為だとされる。受信機だというのに送信機だとされ、拷問を受ける。どうして生き残ったと訊かれ、永瀬は戦後、英軍に憲兵隊で働いたかと問われ、ただの通訳と答え、戦争犯罪から逃れる。その後、あまりにも多くの人が「殺されていた」ことを知り、戦争の悲劇を伝えるために巡礼しているという。エリックは悲劇ではなく犯罪だと納得せず、左腕を折ろうとするが、中断。独房に入れる。拷問部屋を見て、ラジオで聞いたことを全部話したことを思い出す。永瀬は「ウソつきだ、お前に名誉はない、我が軍が敗北したら私は名誉を守るために死ぬ」といい、上官は逆に「こいつは何を話した？」と永瀬を殴り始めるのだった。
独房に戻り、エリックは永瀬に帰国したら母が亡くなっていたといい、二人とも誰にも戦争のことは語ったことはない、気違いにされるだけだという。永瀬は「我々は皆騙されていた、あなただけが真実を語ってくれた、我々が何をしようとあなたは耐え抜いた、あなたは命よりも大切なものはないと教えてくれた」という。永瀬は「二人はこの日のために生きてきた、終わらせてくれ」と頼む。
帰国するとパトリシアはフィンレイのようになるのではと心配していたが、「彼には君がいなかった」と答える。タイで永瀬を解放し、ナイフを河へ投げ捨てていた。永瀬からの手紙がきて「長い歳月、苦しんできた」と書かれてあった。今度はパトリシアを連れて再会する。「あんな思いは二度としたくない」と謝り、「私もだ」とエリックが答えて手紙を渡す。

「和解に尽力してきたあなたは誰よりも勇気がある。カンチャナブリーで起こったことを忘れはしない、でも、あなたのことは心から赦そう、憎しみはいつか終わらさなければ」。
二人はよき友となり、2011年、永瀬の死まで友情は続いた。2012年にエリックが亡くなり、パットが見守った。

## キャスト
- エリック・ローマクス：コリン・ファース
- エリック・ローマクス（青年時代）：ジェレミー・アーヴァイン
- パトリシア・ローマクス：ニコール・キッドマン
- 永瀬隆：真田広之
- 永瀬隆（青年時代）：石田淡朗
- フィンレイ：ステラン・スカルスガルド
- フィンレイ（青年時代）：サム・リード
- 日本軍下士官：泉原豊

## 評価
Rotten Tomatoesの映画評論家のうち66%が本作に対し肯定的な評価を下した。特に、コリン・ファース、ジェレミー・アーヴァイン、ニコール・キッドマンの演技は批評家から絶賛された。
| 賞                                 | 部門       | 対象                 | 結果       |
| ---------------------------------- | ---------- | -------------------- | ---------- |
| オーストラリア映画批評家協会賞     | 主演女優賞 | ニコール・キッドマン | 受賞       |
| オーストラリア映画批評家サークル賞 | 主演女優賞 | ニコール・キッドマン | ノミネート |